# Judacot
Judacot   (segle IX - segle IX) és un missatger enviat l'any 876-877 a la cort de l'emperador Carles el Calb. És el primer jueu d'origen català del qual es té constància en la història.
L'emperador va enviar un reconeixement a la comunitat barcelonina, en gratitud per l'acompliment d'aquest missatger, fet que testifica la bona relació que tenia el monarca amb les comunitats jueves dels seus dominis.